# Citronbärpeppar

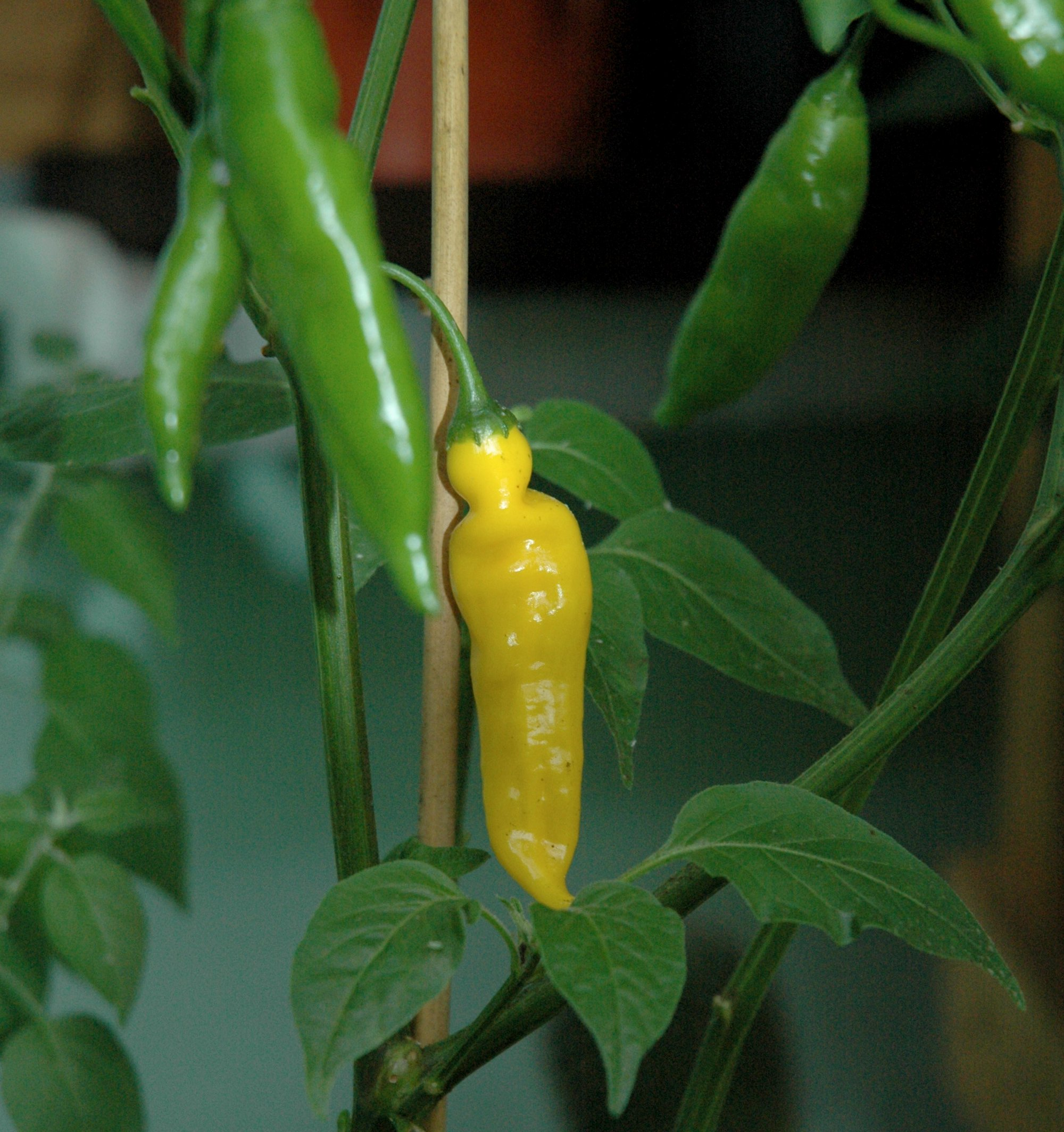
Citronbärpeppar.

Citronbärpeppar, ají limon, är en het, citrusliknande, citronsmakande peppar som är en populär chilipeppar i Peru, där den är känd som qillu uchu. Citronbärpeppar är en kultivar av bärpeppar (Capsicum baccatum). Frukten är konformad, cirka 60 mm lång och 12 mm bred, med några skrynklor. Frukten beskrivs vanligtvis som söt, lite het och med smak av citrus.

## Beskrivning
Under första året kan plantorna nå en höjd på 1,5 till 2 meter. Den växer upprätt och har många grenar. Löven är mörkgröna och relativt smala; kronbladen är vitaktigt gröna och har gulgröna fläckar längst ned. Citronbär är en högproducerande chiliplanta; på ett år kan den producera över 100 frukter. Tiden mellan befruktning av blommor och mogna frukter är cirka 80 dagar.   